# Muhammad bin Nasir
Muhammad bin Nasir al-Ghafiri (arabe : محمد بن ناصر الغافري) (mort en 1728) était l'un des imams rivaux pendant les guerres civiles en Oman à la fin de la dynastie Yarubide.

## Règne de Ya'arab bin Bel'arab
Mohammed bin Nasir était le "Temeemeh" des Beni Ghafir, une tribu Nizari.
En 1720, Ya'arab bin Bel'arab s'empare du pouvoir à Oman, se déclarant régent pendant la minorité de son cousin Saif bin Sultan II. En mai 1722, Ya'Arab franchit une nouvelle étape et se proclame Imam. Cela provoque un soulèvement dirigé par Bel'arab bin Nasir, un parent par mariage de l'Imam déposé. Après quelques escarmouches, Ya'Arab bin Bel'arab est défait à Nizwa et le jeune Saif bin Sultan II est de nouveau proclamé Imam, cette fois avec Bela'rab bin Nasir comme régent. Mohammed bin Nasir fait partie des notables qui viennent à Rustaq pour le féliciter. Pour une raison quelconque, Bel'arab bin Nasir engage une querelle avec Mohammed bin Nasir, qui prend des mesures pour organiser une rébellion en alliance avec l'ancien Imam Ya'Arab bin Bel'arab.

## Guerre civile
Dans les combats qui ont suivi, le Sheikh Mohammed bin Nasir s'est révélé être un commandant compétent. Après une série de défaites, Bel'arab bin Nasir a été contraint d'accepter des conditions de paix selon lesquelles il devait remettre tous les forts d'Oman. À cette époque, Ya'Arab bin Bel'arab est mort le 16 mars 1723 à Nizwa. Mohammed bin Nasir a appris que les forts de Muscat et de Barka tenaient bon sous la direction de Kalf bin Mubarak al-Hinawi. Il a emprisonné Bel'arab bin Nasir et, avec une force croissante de membres de tribus, s'est avancé vers Barka. Des combats confus ont suivi, avec Mohammed bin Nasir beaucoup plus fort sur terre, mais Kalf ayant l'avantage de la puissance navale.

## Imam
Mohammed bin Nasir a pris le dessus. En septembre 1724, il a convoqué une réunion des Cheikhs d'Oman au cours de laquelle il a déclaré son intention de se retirer de la lutte. Comme prévu, on lui a demandé d'accepter à la place le poste d'Imam. Muhammad bin Nasir a été élu Imam le 2 octobre 1724. Son rival, Khalf bin Mubarak, a semé le trouble parmi les tribus du nord. Lors d'un engagement à Sohar en 1728, Khalf bin Mubarak et Muhammad bin Nasir ont tous deux été tués. La garnison de Sohar a reconnu Saif bin Sultan II comme Imam, et il a été réinstallé à Nizwa. Cependant, certains des habitants d'Az Zahirah ont élu le cousin de Saif, Bal'arab bin Himyar, comme Imam.